# Agence indonésienne de gestion logistique
L’Agence de gestion logistique, en indonésien Perusahaan Umum Badan Urusan Logistik, habituellement désigné par l'acronyme Perum Bulog ou tout simplement Bulog, est une institution gouvernementale indonésienne dont le rôle est de réglementer le commerce des produits alimentaires de base, notamment le riz. Elle a été créée le 10 mai 1967, et elle a depuis 2003 le statut d'entreprise publique (BUMN).

## Histoire
Le rôle du gouvernement dans la règlementation du commerce des produits alimentaires a débuté alors que l'Indonésie était encore une colonie néerlandaise et que fut fondé le Voedings Middelen Fonds (VMF), qui avait pour fonction l'achat, la vente et l'approvisionnement en produits alimentaires. Durant l'occupation japonaise, le VMF est démantelé et un nouvel établissement créé, nommé Nanyo Kohatsu Kaisha. 
Durant la Révolution nationale indonésienne (la période entre la proclamation de l'indépendance de l'Indonésie en 1945 et le transfert de souveraineté en 1949), on trouve une situation de dualisme dans la gestion des questions alimentaires. Dans les zones contrôlées par les forces républicaines, la distribution du riz était sous la responsabilité du Ministère chargé du contrôle de l'alimentation populaire ou Kementerian Pengawasan Makanan Rakyat (PMR) - Jawatan Persediaan dan Pembagian Bahan Makanan (PPBM), alors que dans celles sous contrôle des Pays-Bas le VMF était réactivé. Cette situation persista jusqu’à ce que le VMF soit dissous et que l'institut des produits alimentaires, Yayasan Bahan Makanan (Bama), soit fondé.
Par la suite le Bama, alors sous la tutelle du Ministère de l'agriculture, passa sous celle du Ministère de l'économie et rebaptisé Yayasan Urusan Bahan Makanan (YUBM). Dans le même temps, l'achat du riz non transformé était confié au Yayasan Badan Pembelian Padi (YBPP) formé dans les provinces[précision nécessaire] et placé sous l'autorité des gouverneurs.
Le Décret Présidentiel no 3 de 1964 crée le conseil des produits alimentaire Dewan Bahan Makanan (DBM). De la même façon le Badan Pelaksana Urusan Pangan (BPUP), fusion du YUBM et des YBPP régionaux.  Le BPUP a entre autres pour fonctions : 
- La gestion des produits alimentaires,
- Leur transport et leur traitement,
- Leur stockage et leur distribution selon la règlementation du Dewan Bahan Makanan (DBM) ou "conseil des produits alimentaires". Avec la création du BPUP, la gestion des produits alimentaires est de nouveau gérée par un seul organisme.

En 1966 avec l'émergence de l'Ordre nouveau, la prise en charge du contrôle des produits de base est confiée au Komando Logistik Nasional (Kolognas) puis le 10 mai 1967 celui-ci est dissous et le Bulog est formé.
Le rôle du Bulog comme agence de stabilisation des prix alimentaires memiliki arti khusus dalam menunjang keberhasilan Orde Baru jusqu'à ce que l'autosuffisance en riz soit atteinte en 1984. À l'approche du lancement du 1er plan quinquennal, Repelita I, le 1er avril 1969, l'organisation est modifié  pour répondre à ces nouvelles missions, en plus du soutien à l'augmentation de la production alimentaire, il est désormais chargé du stockage et de la distribution des quotas de riz à destination de certains groupes comme les fonctionnaires les membres des forces armées et de la police nationale , toutefois en février 2000 cet avantage en nature est remplacé par une compensation financière
Au cours de la décennie 1970, la liste des produits alimentaires gérés par le Bulog s'allonge, le sucre raffiné, le blé, la viande, le maïs, le soja, l'arachide et le haricot mungo sont ainsi ajoutés à cette liste dans le but de maintenir la stabilité des prix, pour les producteurs comme pour les consommateurs, en accord avec les politiques gouvernementales.
En novembre 1997, durant la crise asiatique, le champ de compétence du Bulog est limité au riz décortiqué et au sucre, puis en janvier 1998, en accord avec une lettre d'intention signé entre le gouvernement indonésien et le FMI ne concerne plus que le riz décortiqué.
En 2000 l'autonomie du Bulog est accrue.
Fin mars 2010, le Bulog annonce qu’il va reprendre ses activités d’importation de soja

## Directeurs
Une liste de certains des directeurs du Bulog
1. Bustanil Arifin 1973 - 1983[5]
2. Bustanil Arifin 1983 - 1988[5]
3. Bustanil Arifin 1988 - 1993[5]
4. Bustanil Arifin
5. Beddu Amang - 26 août 1998
6. Rahardi Ramelan 27 août 1998 - octobre 1999
7. Jusuf Kalla octobre 1999 - mars 2000
8. Rizal Ramli mars 2000 - 19 février 2001
9. Widjanarko Puspoyo 19 février 2001 - 21 mars 2007 (après son incarcération par la Cour suprême pour son implication dans une affaire d'importation fictive de bœuf)
10. Mustafa Abubakar 21 mars 2007 - actuellement